# Breed darmwier
Het Breed darmwier (Ulva linza, synoniem: Enteromorpha linza) is een algensoort, behorende tot de groenwieren (Chlorophyta). Totdat ze door genetisch werk, dat in de vroege jaren 2000 werd voltooid, werden geherclassificeerd waren de buisvormige leden (waaronder breed darmwier) van het zeesla-geslacht Ulva in het geslacht Enteromorpha geplaatst.

## Kenmerken
Het breed darmwier is een grote, lintachtige soort groen zeewier die tot 30 (soms 45) centimeter lang kan worden en groeit in heldergroene clusters van buizen of platte stroken. De thalli zijn onvertakt en hebben vaak een gegolfde franjerand. Het thallus loopt taps toe in een duidelijke steel eronder en is sterk gecomprimeerd. De breedte van het thallus is in het midden groter dan aan de basis en kan wel 1 tot 8 cm breed worden. Breed darmwier is helder licht tot donkergroen van kleur.

## Verspreiding
Het breed darmwier komt vrijwel overal op de wereld voor in gematigde tot subtropische gebieden. Het is een kust- en sublitorale soort die erg van rustig water houdt en gewoonlijk wordt aangetroffen op rotsen of in rotspoelen, meestal in de zee, maar soms ook onder brakke omstandigheden. 